# Неудавшиеся проекты поправок к Конституции Канады
С момента патриации Конституции Канады в 1982 было произведено лишь десять небольших поправок. Однако было и несколько неуда́вшихся прое́ктов попра́вок к Конститу́ции согласно новой процедуре внесения поправок.

## Поправка о правах собственности (1983)
18 апреля 1983 премьер-министр Пьер Трюдо поддержал закрепление прав собственности в Конституции, но только при условии, что обсуждение будет проводиться в течение одного дня. В ходе обсуждения было решено внести такую поправку, а через одиннадцать дней прогрессивно-консервативная оппозиция объявила в канадской палате общин вотум недоверия (положительный итог которого говорит о недоверии правительству), в котором также предлагалось закрепить право на «пользование собственностью». Правительство Трюдо не было готово проголосовать за своё же предложение ценой своей отставки. В любом случае поддержка предложения привела бы к роспуску Палаты, и Сенат не рассматривал бы предлагаемую поправку. 2 мая 1983 предложение было отклонено 126 голосами против 88.

## Поправка о полномочиях Сената (1984)
В 1984 г., после избрания прогрессивно-консервативного большинства в Палате общин и назначения премьер-министром Брайана Малруни, канадский Сенат подвергся внимательному исследованию. По Конституции Канады сенаторы назначаются генерал-губернатором по совету премьер-министра, и предшественник Малруни Пьер Трюдо за время своего правления назначил большое число сенаторов, чтобы либералы получили большинство в верхней палате. Поэтому существовали опасения, что Сенат будет блокировать законы Малруни, и для ограничения полномочий Сената планировалось изменить Конституцию. По предложенной поправке Сенат получал отлагательное вето на 30 дней по финансовым законопроектам и на 45 дней — по всем другим законопроектам. Предложенная поправка была поддержана большинством провинциальных правительств, за исключением Квебека и Манитобы. Поправку внесли в Палату общин 7 июня 1985 г., но уже через 19 дней правительство Онтарио сменилось, и новый либеральный премьер-министр отказался от поддержки этой поправки. Без поддержки Онтарио поправка не удовлетворяла требованию об одобрении провинциями, представляющими не менее 50 процентов населения страны, поэтому поправка так и не была принята.

## Поправка о правах нерождённых (1986—1987)
Предложение о внесении поправки, закрепляющей права нерождённых детей в Хартии прав и свобод и ограничивающей законность аборта, было внесено в Палату общин Прогрессивно-консервативной партией 21 ноября 1986 г. 2 июня 1987 г. предложение было отклонено. Некоторые прогрессисты-консерваторы вышли из партии, чтобы проголосовать против поправки.

## Мичское соглашение (1987—1990)
Мичское соглашение было комплексом предлагаемых поправок, который должен был урегулировать спорные моменты в канадской конституции. Среди прочего предлагалось предоставить Квебеку «особое положение» в канадской федерации и изменить процедуру внесения поправок в Конституции на требование единогласного решения всех провинций для большего числа поправок. В результате соглашение потерпело неудачу, когда законодательный орган Манитобы и правительство Ньюфаундленда отказались дать на него санкцию.

## Шарлоттаунское соглашение (1990—1992)
Как и Мичское соглашение, Шарлоттаунское было комплексом предлагаемых поправок, который должен был урегулировать спорные моменты в канадской конституции, многие из которых совпадали с рассмотренными на озере Мич. Было решено, что по Шарлоттаунскому соглашению пройдёт национальный референдум, но он провалился в нескольких провинциях, что не удовлетворяло требованию о единогласном решении.

## Преамбула к Хартии (1999)
В 1999 г. член Палаты общин от Новой демократической партии Свенн Робинсон предложил в Палате общин убрать упоминание Бога из преамбулы к Канадской хартии прав и свобод, выразив беспокойство за разнообразие Канады и за тех канадцев, кто не верит в Бога. Робинсона поддержала тысяча избирателей, подписавших петицию, но предложение было дискуссионным, и партия ответила на него понижением полномочий и должности Робинсона во фракции. Более этот вопрос не рассматривался.